# C/2002 T7 (LINEAR)
C/2002 T7 (LINEAR) ist ein Komet, der im Jahr 2004 mit dem bloßen Auge gesehen werden konnte. Er war einer der hellsten Kometen dieses Jahres.

## Entdeckung und Beobachtung
Durch das LINEAR-Projekt des Massachusetts Institute of Technology zur Himmelsüberwachung wurde am 14. Oktober 2002 die Entdeckung eines asteroiden-ähnlichen Objekts bekanntgegeben. Die Helligkeit wurde mit 17,5 mag angegeben. Noch im Oktober wurde das Objekt von mehreren Observatorien weiterverfolgt, aber erst gegen Ende des Monats gab es erste Meldungen darüber, dass das Objekt „weicher“ oder „ganz leicht diffus“ erscheine. Am 29. Oktober wurde es daraufhin offiziell als Komet erklärt. Nachträglich konnte es bereits auf LINEAR-Aufnahmen vom 12. Oktober gefunden werden. Zum Zeitpunkt seiner Entdeckung war der Komet noch 6,9 AE von der Sonne und 6,5 AE von der Erde entfernt. Eine erste Bahnberechnung durch Brian Marsden wies auf einen Periheldurchgang Ende April 2004 hin.
Im Verlauf des Jahres 2003 nahm die Helligkeit des Kometen langsam zu, bis Oktober war sie auf 12 mag gestiegen und erreichte gegen Ende des Jahres 8 mag. Um die Mitte Februar 2004 wurde bemerkt, dass die Helligkeitsentwicklung nicht in gleicher Geschwindigkeit weiterging, sondern bis Anfang März bei etwa 7 mag verharrte. Der Komet näherte sich nun seiner Konjunktion mit der Sonne und wurde in der Dämmerung schwieriger zu beobachten, so dass die letzte Beobachtung am 10. März erfolgte. Ende März ging der Komet dann in etwa 9° Abstand an der Sonne vorbei. Am 9. April wurde er von Beobachtern in Brasilien und Australien wieder in der Morgendämmerung gesehen, seine Helligkeit wurde zu 4–5 mag geschätzt.
Der Komet war am 23. April durch seinen sonnennächsten Punkt gegangen, aber er näherte sich weiter an die Erde an, so dass seine Helligkeit noch während fast des ganzen Mai weiter zunahm. Anfang des Monats lag sie noch bei 4 mag und es wurde von einem Schweif von 8 bis 13° Länge berichtet, fotografisch wurde am 19. Mai sogar eine Schweiflänge von 43° festgestellt. In der zweiten Maihälfte wurde die größte Helligkeit von 2,5–3 mag erreicht. Zu dieser Zeit stand der Komet für Beobachter auf der Südhalbkugel tief am Horizont, gleichzeitig mit ihm konnten am Himmel auch die Kometen C/2001 Q4 (NEAT) und C/2004 F4 (Bradfield) gesehen werden. Auf der Nordhalbkugel wurde er in der Abenddämmerung erstmals wieder am 25. Mai mit bloßem Auge auf Gran Canaria gesehen.
Die Helligkeit nahm nun rasch wieder ab, die letzte Beobachtung mit bloßem Auge erfolgte am 6. Juni. Mitte Juli, als der Komet wieder in Konjunktion zur Sonne stand, lag die Helligkeit noch bei 10 mag. Als er im Dezember wieder sichtbar wurde, lag sie noch bei 14 mag und die letzte Positionsbestimmung gelang am 20. März 2006 bei einer Helligkeit von unter 19 mag.
Der Komet erreichte eine maximale Helligkeit von etwa 2,2 mag und gehört damit zu den 21 hellsten Kometen seit 1935.

## Wissenschaftliche Auswertung
Nachdem schon kurz nach seiner Entdeckung für den Kometen vorläufige Bahnelemente bestimmt wurden, die darauf hindeuteten, dass der Komet ein „dynamisch neuer“ Komet aus der Oortschen Wolke sein könnte, der zudem eine große Helligkeit bei seiner Annäherung an die Sonne erreichen würde, wurden frühzeitig zahlreiche Beobachtungsprogramme geplant, die den Kometen während seiner Annäherung an die Sonne und in Sonnennähe in verschiedenen Wellenlängenbereichen untersuchen sollten.

### Visuelle und Infrarotastronomie
Am 14. September 2003 wurde der Komet mit dem CISCO-Spektrografen am Subaru-Teleskop auf Hawai’i beobachtet, als er noch 3,5 AE von der Sonne entfernt war. Im nahen Infrarot wurden Absorptionslinien von Wassereis gefunden. Eine fehlende Signatur von kristallinem Eis wies aber darauf hin, dass es sich zu der Zeit möglicherweise in einem amorphen Zustand befand. Der kristalline oder amorphe Zustand konnte aber nicht mit Sicherheit bestimmt werden.
Von 21. November 2003 bis 21. Februar 2004 wurde der Komet polarimetrisch und photometrisch mit dem 2,6-m-Teleskop und dem 1,25-m-AZT-11-Teleskop des Krim-Observatoriums und mit dem 0,7-m-Teleskop am Charkiw-Observatorium der Nationalen W.-N.-Karasin-Universität in der Ukraine beobachtet. Der Polarisationsgrad und die ermittelten Produktionsraten von C2 und Staub führten zur Einschätzung, dass der Komet LINEAR durchschnittliche Charakteristiken eines typischerweise staubigen Kometen zeigte.
Durch Beobachtungen mit dem Cryogenic Echelle Spectrometer (CSHELL) an der Infrared Telescope Facility auf Hawai’i vom 5. bis 9. Mai 2005 konnten die Emissionslinien von Formaldehyd (H2CO) gefunden werden. Es wurde die Produktionsrate und die Häufigkeit relativ zu Wasser bestimmt. Da dieser Wert näherungsweise konstant blieb, wurde auf eine homogene Zusammensetzung des Kometenkerns geschlossen. Die archivierten Daten dieser Messungen wurden in einer Untersuchung von 2020 auch auf das Vorkommen von Carbonylsulfid (OCS) hin untersucht.

### Ultraviolett- und Röntgenastronomie
Vom 4. Dezember 2003 bis zum 6. August 2004 wurde der Komet mit der Solar Wind ANisotropies (SWAN)-Kamera an Bord des Satelliten SOHO beobachtet, dieser Zeitraum umfasst die Bewegung des Kometen von einem Sonnenabstand von 2 ½ AE Abstand vor seinem Periheldurchgang bis zu einem Abstand von 2 AE danach. Regelmäßige Aufnahmen der Wasserstoffverteilung im interplanetaren Medium im ultravioletten Licht der Lyman-α-Linie ermöglichte eine nahezu lückenlose Erfassung der Produktionsrate von Wasser für den Kometen. Es konnten daraus zahlenmäßige Werte der Wasserproduktion in Abhängigkeit des Abstands von der Sonne abgeleitet werden. Vor dem Periheldurchgang war der Komet etwa 2–3mal produktiver als danach, was an der Orientierung seiner Rotationsachse in Bezug auf die Sonne in Verbindung mit einer länglichen Form des Kometenkerns oder an einer asymmetrischen Verteilung von aktiven Gebieten auf seiner Oberfläche gelegen haben könnte.
In einem Zeitraum, der fast den ganzen Mai 2004 umfasste, wurden diverse Forschungen an dem Kometen mit dem Ultraviolet and Visual Echelle-Spektrografen (UVES) des 8-m-Kueyen-Teleskops am Paranal-Observatorium in Chile durchgeführt:
- In einem Forschungsprogramm mit 22 anderen Kometen wurde auch der Komet LINEAR vom 5. Mai bis 12. Juni beobachtet und das Verhältnis der Isotope 12C/13C und 14N/15N im CN-Radikal bestimmt. Die Werte waren bei allen Kometen vergleichbar, allerdings lag das Verhältnis bei Stickstoff nur beim halben Wert wie auf der Erde, was auf unterschiedliche Verhältnisse im ursprünglichen Sonnensystem oder im Sonnennebel hinweist.[11]

- Am 26. und 27. Mai wurde das Isotopenverhältnis 14N/15N auch durch Messungen des NH2-Radikals wiederholt, was vergleichbare Werte mit den Messungen des CN-Radikals lieferte.[12]

- Um eine mögliche Abhängigkeit der Messergebnisse von dem beobachteten CN-Radikal auszuschließen, wurde am 6. und 25. Mai das Isotopenverhältnis 12C2/12C13C auch noch einmal mit einer verbesserten Methode bestimmt. Das Ergebnis war vergleichbar mit den zuvor erfolgten Messungen am CN-Radikal und war vergleichbar mit dem terrestrischen Wert.[13]

- Eines der ursprünglichsten Merkmale in Kometeneis ist das Verhältnis von Ortho- und Parawasserstoff in Ammoniak (NH3), was Rückschlüsse auf die Umstände bei der Entstehung der Kometen zulässt. Vom 6. bis 27. Mai konnte dieser Wert für den Kometen LINEAR bestimmt werden, er lag in einem typischen Bereich wie für die anderen 14 untersuchten Kometen.[14]

- Aus Beobachtungen von 6. bis 28. Mai wurden die Isotopenverhältnisse 16OH/18OH and OD/OH bestimmt. Für Sauerstoff war der Wert vergleichbar mit dem terrestrischen, für Deuterium war der Wert vergleichbar mit dem bei anderen Kometen und etwas höher als der terrestrische.[15]

- Vom 6. bis 29. Mai wurden in der Kometenkoma die „verbotenen“ grünen und roten Linien des Sauerstoffs und deren Intensitätsverhältnis beobachtet. Der Sauerstoff stammt aus der Photodissoziation von Kohlenstoffdioxid (CO2), woraus eine Möglichkeit abgeleitet wurde, die relative Häufigkeit von CO2 in Kometen zu bestimmen.[16]

Bei der Kollision von Ionen des Sonnenwinds mit neutralen Atomen und Molekülen in der Hülle der Kometen können durch Ladungsaustausch weiche Röntgenstrahlen und kurzwellige Ultraviolettstrahlung (EUV) entstehen. Im Zeitraum vom 2. bis 31. Mai 2004 wurde der Komet LINEAR mit dem EUV-Spektrografen an Bord des Satelliten CHIPSat beobachtet. Die gemessenen EUV-Linien waren aber sehr schwach.

### Radioastronomie
Von November 2003 bis Juni 2004 wurden mit dem Nançay-Radioteleskop in Frankreich Beobachtungen der 18-cm-Emissionslinie des Hydroxyl-Radikals OH beim Kometen LINEAR vorgenommen.
Mit dem Submillimeter-Teleskop an Bord des 2001 gestarteten Satelliten Odin wurden bis 2005 zwölf Kometen beobachtet, darunter auch von Ende Januar bis Ende Mai 2004 der Komet LINEAR. Insbesondere wurde die Emissionslinie von Wasser intensiv studiert, um eine exakte Messung von dessen Produktionsrate zu erhalten. Auch die Emissionslinie von H218O konnte registriert werden und damit das Verhältnis der Isotopen 16O/18O bestimmt werden, was mit dem auf der Erde gemessenen Wert nahezu übereinstimmt. Versuchsweise wurde auch nach einer Emissionslinie von NH3 gesucht. Beim Kometen LINEAR konnte sie Ende Mai 2004 schwach nachgewiesen und daraus abgeleitet werden, dass Ammoniak in einer etwa 300-fach geringeren Menge als Wasser vom Kometen ausgaste.
Mit dem Mikrowellen-Spektrometer MIRO an Bord der Raumsonde Rosetta wurde am 30. April 2004, also etwa zwei Monate nach deren Start, die Emissionslinie von Wasser beobachtet und dessen Produktionsrate und Ausbreitungsgeschwindigkeit abgeschätzt.
Vom 8. bis 11. Mai 2004 wurden spektroskopische Untersuchungen mit dem Submillimeter-Teleskop am Mount Graham International Observatory (MGIO) in Arizona vorgenommen, um die Zusammensetzung des vermeintlich „dynamisch neuen“ Kometen mit derjenigen von „dynamisch alten“ Kometen zu vergleichen. Insbesondere wurde dabei nach den Emissionslinien von Cyanwasserstoff (HCN), Formaldehyd (H2CO), Kohlenstoffmonoxid (CO), CS, Methanol (CH3OH) und Isocyanwasserstoff (HNC) gesucht. Die Messungen ermöglichten die Bestimmung von Produktionsraten dieser Moleküle sowie deren Verhältnisse zur Produktionsrate von Wasser.
Am 8. und 13. Mai 2004 wurde mit dem 100-m-Radioteleskop Effelsberg des Max-Planck-Instituts für Radioastronomie eine Suche nach Emissionslinien von NH3 in der Koma des Kometen durchgeführt. Es konnte die Produktionsrate und die Häufigkeit relativ zu Wasser bestimmt werden.
Am 11. und 13. Mai 2004 wurde der Komet gleichzeitig mit den Millimeter-Interferometern des Owens Valley Radio Observatory (OVRO) und des Hat-Creek-Radioobservatoriums (BIMA-Interferometer) in Kalifornien beobachtet. Die Emissionslinien von HCN und CH3OH konnten detektiert und die Produktionsrate dieser Moleküle und deren relative Häufigkeit im Vergleich zu Wasser bestimmt werden. Das Verhältnis der Produktionsrate von HCN zu der von Wasser war vergleichbar zu dem Wert, der bereits zuvor beim Kometen C/1995 O1 (Hale-Bopp) beobachtet worden war. Mit dem BIMA-Interferometer wurde vom 20. bis 24. Mai auch nach Signalen von größeren Molekülen, wie CH3OH, Acetonitril (CH3CN), Propionitril (CH3CH2CN), Ethanol (CH3CH2OH) und Ameisensäuremethylester (CH3OCHO), sowie nach Signaturen von kleineren Verbindungen, wie CS, SiO, HNC, HN13C und 13CO gesucht. Beim Kometen LINEAR konnte nur CH3OH und CS deutlich nachgewiesen und deren Produktionsraten bestimmt werden. Auch hier war das Verhältnis dieser Produktionsraten zu der von Wasser vergleichbar zu den Werten, die bereits zuvor beim Kometen Hale-Bopp beobachtet worden waren.
Am 15. und 25. Mai 2004 wurde mit dem 12-m-Radioteleskop des NRAO auf dem Kitt Peak in Arizona die Emissionslinie von H2CO beobachtet. Es konnte die Produktionsrate und die Häufigkeit relativ zu Wasser bestimmt werden. Am 21. Mai 2004 wurde mit dem gleichen Instrument auch die Emissionslinie von CH3OH beobachtet und die Produktionsrate und die Häufigkeit relativ zu Wasser bestimmt.

### Sonstiges
Vom 24. April bis 2. Juni konnte der Komet zusammen mit den beiden Kometen C/2001 Q4 (NEAT) und C/2004 F4 (Bradfield) auch mit dem Solar Mass Ejection Imager (SMEI) an Bord des Satelliten Coriolis beobachtet werden. Um den 5. Mai konnte dabei erstmals die Interaktion eines koronalen Massenauswurfs (CME) der Sonne mit dem Plasmaschweif des Kometen NEAT sowie wellenförmige Beeinflussungen der Plasmaschweife von NEAT und LINEAR durch Fluktuationen des Sonnenwinds beobachtet werden. Der Plasmaschweif des Kometen Bradfield blieb dagegen ungestört, vermutlich weil er sich zum Zeitpunkt der Beobachtung nicht mehr in der Nähe der Äquatorebene der Sonne aufhielt, wie es für die beiden anderen Kometen der Fall war. Weitere Untersuchungen ergaben, dass die Beeinflussungen der Plasmaschweife durch Schwankungen in der radialen Geschwindigkeit des Sonnenwinds von typisch 50–100 km/s hervorgerufen wurden, die aber ihrerseits wohl räumlich begrenzt erfolgten, da keine Korrelation mit den Messungen weiter entfernter Satelliten, wie z. B. ACE festgestellt werden konnte.
Da für den Kometen hinreichende Daten vorlagen über die auf ihn einwirkenden nicht-gravitativen Kräfte durch Ausgasung insbesondere von Wasser und ebenso über die Menge an sublimierendem Wasser (für den Kometen standardisiert in 1 AE Abstand von der Sonne in der Größenordnung von 7,3∙1029 Molekülen pro Sekunde, entsprechend etwa 19 t/s), konnte in einer Untersuchung von 2022 der Radius des Kometenkerns mit zwei verschiedenen Methoden abgeschätzt werden. Es wurde dafür ein Wert von 3,2 ± 1,0 km gefunden.

## Umlaufbahn
Für den Kometen konnte aus 4397 Beobachtungsdaten über einen Zeitraum von fast 3 ½ Jahren eine hyperbolische Umlaufbahn bestimmt werden, die um rund 161° gegen die Ekliptik geneigt ist. Die Bahn des Kometen steht damit leicht schräg gestellt zu den Umlaufbahnen der Planeten und er durchläuft seine Bahn gegenläufig (retrograd) zu ihnen. Im sonnennächsten Punkt der Bahn (Perihel), den der Komet am 23. April 2004 durchlaufen hat, befand er sich mit etwa 91,9 Mio. km Sonnenabstand im Bereich zwischen den Umlaufbahnen von den Merkur und Venus. Während seiner Passage des inneren Sonnensystems erfuhr der Komet eine Anzahl von ungewöhnlich nahen Vorbeigängen an vielen Planeten:
| Datum             | Planet  | Min. Abstand (in AE) |
| ----------------- | ------- | -------------------- |
| 23. April 2002    | Jupiter | 4,2                  |
| 7. Juni 2002      | Saturn  | 1,6                  |
| 16. Januar 2004   | Mars    | 0,64                 |
| 5. Mai 2004       | Merkur  | 0,21                 |
| 19. Mai 2004      | Erde    | 0,27                 |
| 21. Mai 2004      | Venus   | 0,25                 |
| 28. November 2004 | Jupiter | 2,8                  |
| 6. November 2006  | Saturn  | 2,9                  |

Die größte Annäherung an die Erde entspricht einer Entfernung von etwa 39,7 Mio. km.
Nach den Bahnelementen, wie sie in der JPL Small-Body Database angegeben sind und die auch nicht-gravitative Kräfte auf den Kometen berücksichtigen, bewegte sich der Komet lange vor seiner Passage des inneren Sonnensystems noch auf einer elliptischen Bahn mit einer Exzentrizität von etwa 0,999988 und einer Großen Halbachse in der Größenordnung von 50.000 AE mit einer Umlaufzeit von etwa 11 Mio. Jahren. Der Komet kam demnach aus der Oortschen Wolke und erlebte möglicherweise als „dynamisch neuer“ Komet seine erste Passage durch das innere Sonnensystem. Durch die Anziehungskraft der Planeten, insbesondere durch die nahen Vorbeigänge am Jupiter und Saturn, sowie die Ausgasungseffekte in Sonnennähe wurde seine Bahnexzentrizität auf etwa 1,00040 erhöht, so dass er das Sonnensystem auf einer hyperbolischen Bahn verlassen wird.
Bereits in einer Untersuchung von 2010 hatten Królikowska und Dybczyński gravitative und nicht-gravitative Bahnelemente aus 4451 Beobachtungsdaten über den gesamten Beobachtungszeitraum des Kometen ermittelt. Außerdem bestimmten sie Werte für die ursprüngliche und zukünftige Bahnform vor bzw. nach dem Durchgang durch das innere Sonnensystem. Sie kamen zu dem Schluss, dass bei diesem Kometen eine Berücksichtigung nicht-gravitativer Kräfte zu wesentlich besseren Ergebnissen als eine rein gravitative Berechnung führt und dass eine rein gravitative Bahnberechnung zu falschen Bewertungen der ursprünglichen und zukünftigen Bahnform führt. Nach ihren Untersuchungen bewegte sich der Komet demnach vor seiner Annäherung an die Sonne noch auf einer elliptischen Bahn mit einer Großen Halbachse von etwa 48.000 AE und kam zuvor nicht in Sonnennähe.
In einer weiteren Untersuchung aus dem Jahr 2012 fanden sie darüber hinaus, dass die Bestimmung der Bahnparameter des Kometen mit noch größerer Genauigkeit möglich ist, wenn man nur die Beobachtungen bei größeren Sonnenabständen zur Berechnung verwendet und diejenigen in der Nähe des Periheldurchgangs auslässt, weil sie unkalkulierbar durch spontane Ausgasungseffekte an der Kometenoberfläche beeinflusst sind. Unter dieser Voraussetzung erhalten sie ein von den vorigen Berechnungen leicht abweichendes Ergebnis. Stärkere Abweichungen im Hinblick auf seine Umlaufbahn ergab allerdings eine Berücksichtigung nur der Beobachtungen des Kometen vor dem Periheldurchgang. Seine ursprüngliche Bahn könnte ihn im Aphel danach noch weiter von der Sonne entfernt haben, so dass er auch stärkeren Einflüssen durch die Anziehungskräfte der galaktischen Scheibe und des galaktischen Zentrums, sowie gravitativ störender Sterne in der Sonnenumgebung unterworfen gewesen sein könnte.
In einer Untersuchung aus dem Jahr 2020 revidierte M. Królikowska ihre Bahnbestimmung noch einmal, indem sie für das von ihr präferierte Modell „d6“ 2600 Beobachtungsdaten nur aus einem Beobachtungszeitraum verwendete, während dessen sich der Komet in größerem Abstand von der Sonne bewegte, und wobei sie auch nicht-gravitative Kräfte auf den Kometen berücksichtigte. Danach bewegte sich der Komet ursprünglich auf einer elliptischen Bahn mit einer Exzentrizität von 0,999987 und einer Großen Halbachse von 45.000 AE mit einer Umlaufzeit von 9,5 Mio. Jahren. Es handelte sich definitiv um einen „dynamisch neuen“ Kometen. Für die zukünftige Bahn fand sie wieder eine hyperbolische Charakteristik mit einer Exzentrizität von 1,00040.